# Doris Hopp
Doris Signe Hopp (født 16. juli 1930 i Stockholm, død 31. oktober 1998 i Stockholm) var bestyrer for et callgirlnetværk i Stockholm frem til midten af 1970'erne, og i svensk presse var hun kendt som "bordellmamman". Til trods for at prostitution og bordelvirksomhed var udbredt i Stockholm i begyndelsen af 1970'erne, greb politiet sjældent ind mod aktiviteten. I Doris Hopps sag var der dog nogle polske kvinder, som havde kontakt med deres lands ambassade i Stockholm, samtidig med at der var mistanke om at der blandt kunderne var mange fra samfundets top. Dette ledte til at Säpo fik interesse for sagen. En anden bidragende årsag kan være været at nogle af de prostituerede var mindreårige, de yngste ned til 14-årsalderen. Derfor slog politiet til mod Doris Hopp, som blev anholdt i 1976 og senere blev idømt to års fængsel. Sagen blev kendt som "bordellhärvan" og fik stor opmærksomhed i de svenske medier.
Bordellhärvan fik en fortsættelse i Geijeraffären, da Dagens Nyheter den 18. november 1977 oplyste at den socialdemokratiske justitsminister Lennart Geijer skulle være have været en af kunderne, som blev omtalt i politiredegørelsen og siden i et notat fra rigspolitichef Carl Persson til statsminister Palme i 1976. Notatet hævdede ikke at der skulle findes nogle direkte, troværdige vidneudsagn for dette eller at der skulle være stærk mistanke. Oplysningerne kom fra politiafhøringer af prostituerede fra bordellet. Blandt øvrige som blev udpeget som kunder var Centerparti-politikerne Thorbjörn Fälldin (Sveriges statsminister da Geijeraffären begyndte) og Olof Johansson. Begge har kraftigt dementeret oplysningerne om at de skulle været bordelgæster hos Doris Hopp og ifølge Leif G.W. Persson. var de uskyldigt angivet, i lighed med Tage Erlander, Olof Palme, Gunnar Sträng og Thage G. Peterson. I 2012 kom filmen "Call Girl" om blandt andet denne sag.

## Eksterne links
- Mörkläggningen - så gik den til Arkiveret 27. juni 2015 hos  Wayback Machine
- P3 Dokumentär - Bordellhärvan Arkiveret 27. juni 2015 hos  Wayback Machine